# Technorati
Technorati was een internetzoekmachine om weblogs mee te doorzoeken. De website is in 2002 opgericht door Dave Sifry in San Francisco (Californië, Verenigde Staten). Sindsdien is Sifry ceo bij het bedrijf.
De naam Technorati is een porte-manteau van technologie en literati (intellectueel).
Technorati doorzoekt meer dan 112 miljoen weblogs (cijfers per feb 2008) en is daarmee een van de grootste zoekmachines gespecialiseerd in weblogs. De blogzoekmachine zoekt inmiddels ook in meer dan 250 miljoen zogenaamde sociale media: foto's, videos, podcasts en muziek (gepost op sharing sites), voorzien van een tag.
Weblogs krijgen een zogenaamde "authority rating" (autoriteits-getal), gebaseerd op hoeveel andere blogs naar de blog linken. In oktober 2009 is de database met blogs en toegekende "authority rating" gereset omdat Technorati de ontstane databasevervuiling uit wilde bannen. Als gevolg hiervan werd de "authority rating" van Nederlandse blogs teruggezet naar 0 of 1.
Sinds maart 2006 doorzoekt Technorati ook de meer dan 56 miljoen blogs van Myspace, iets wat tot op dat moment niet het geval was. Grote concurrent van Technorati is met name Google Blog Search.
Time Magazine nam Technorati in 2007 op in de lijst van 25 sites we can't live without
De website werd enkele malen geblokkeerd in China.